# Oranje-blauw zwemmend geraamte
Het oranje-blauw zwemmend geraamte (Eubranchipus grubii) is een pekelkreeftje uit de familie Chirocephalidae. De wetenschappelijke naam van de soort is als Branchipus grubii voor het eerst geldig gepubliceerd in 1860 door Dybowski.
Het kreeftje leeft in droogvallende poelen van 30 tot 60 centimeter diep. De volwassen dieren verschijnen in het voorjaar en worden soms onder het ijs waargenomen. Het kreeftje is oranje met blauw of groen gekleurd en zwemt ruggelings.
De soort komt voor van Frankrijk en Zweden in het westen, tot Oekraïne en aangrenzend Rusland in het oosten. In Nederland is de soort zeldzaam, na 1949 werd hij daar als uitgestorven beschouwd. Vanaf 1991 zijn er weer waarnemingen, onder andere in natuurgebied De Geelders bij Boxtel. Vanaf 2015 werd een verspreidingsonderzoek uitgevoerd in de leembossen van nationaal landschap Het Groene Woud. In 2018 en 2019 werden daar vele exemplaren gevonden, onder meer in het Wijboschbroek en het gebied Baarseind.